# Jocelyn Delecour
Jocelyn Delecour, född 2 januari 1935 i Tourcoing, är en fransk före detta friidrottare.
Delecour blev olympisk bronsmedaljör på 4 x 100 meter vid sommarspelen 1968 i Mexico City.